# Тъждество
В математиката тъждеството е равенство, което е в сила за всички числови стойности при заместване на използваните символи. Например,
{\displaystyle a^{2}-b^{2}=(a+b)(a-b)},
{\displaystyle (a+b)^{2}=a^{2}+2ab+b^{2}}. 
Казваме, че лявата страна на равенството е равна на дясната страна на равенството за {\displaystyle \forall a,b}, т.е. получено е тъждество или тъждествено равен израз.
Нека първи път {\displaystyle a=3} и {\displaystyle b=5} и втори път {\displaystyle a=4} и {\displaystyle b=7}.
{\displaystyle 3^{2}-5^{2}=(3+5)(3-5)}
{\displaystyle 9-25=8.(-2)}
{\displaystyle -16=-16}
или
{\displaystyle 4^{2}-7^{2}=(4+7)(4-7)}
{\displaystyle -33=-33}

## Примери
Освен горепосочените примери, други широко разпространени и с голямо приложение са тригонометричните тъждества, като най-известното от тях, основното тригонометрично тъждество, наречено още Питагорово тригонометрично тъждество, е следното:
{\displaystyle \sin ^{2}\theta +\cos ^{2}\theta \equiv 1\,}.
То е вярно за всички комплексни числа {\displaystyle \theta }.